# میمون شبگرد غربی
میمون شبگرد غربی (نام علمی: Tarsius bancanus) نام یک گونه از سرده شبگردمیمون‌ها است.